# Mainvault
Mainvault (en picard Mèyo) est une section de la ville belge d'Ath située en Wallonie picarde dans la province de Hainaut.
C'était une commune à part entière avant la fusion des communes de 1977.

## Géographie

### Hameaux
Veriomplanque, Clévimont, Bois-Hellin, Remonquesnoy, Chêne, Embise, Hollande, Renowelz, Hurtebise, Thiolon, Bas-Mont, Montagne, Place-au-mont, rue Neuve, Bas-marais, Bigaudes, Recq, Finteau, Landat

## Évolution démographique
- Sources : INS, Rem. : 1831 jusqu'en 1970 = recensements, 1976 = nombre d'habitants au 31 décembre.

## Histoire
En l’absence de fouilles archéologiques, le lointain passé de Mainvault reste encore inconnu malgré quelques trouvailles. Néanmoins, la chaussée romaine de Bavay à Velzeke contourne le village par l’ouest. Une importante famille seigneuriale apparaît dans les textes dès le XIIe siècle. Par après la majeure partie du bourg passe dans le fief de Lahamaide puis aux Egmont ; le reste de la localité est détenu par de nombreux seigneurs ecclésiastiques ou laïcs.
Dédiée à saint Pierre, l’église dépend durant l’Ancien Régime du chapitre de Cambrai. Reconstruite à la fin du XVIIIe siècle, elle est de style néo-classique, en pierres et briques.
En matière économique, Mainvault est essentiellement une commune agricole ; la prairie y prédomine depuis 1950. En plus de trois moulins à vent, de deux brasseries et d’une raffinerie de sel, la seule activité non agricole a été, jusqu’à la fin du XIXe siècle, le filage du lin et le tissage de la toile.

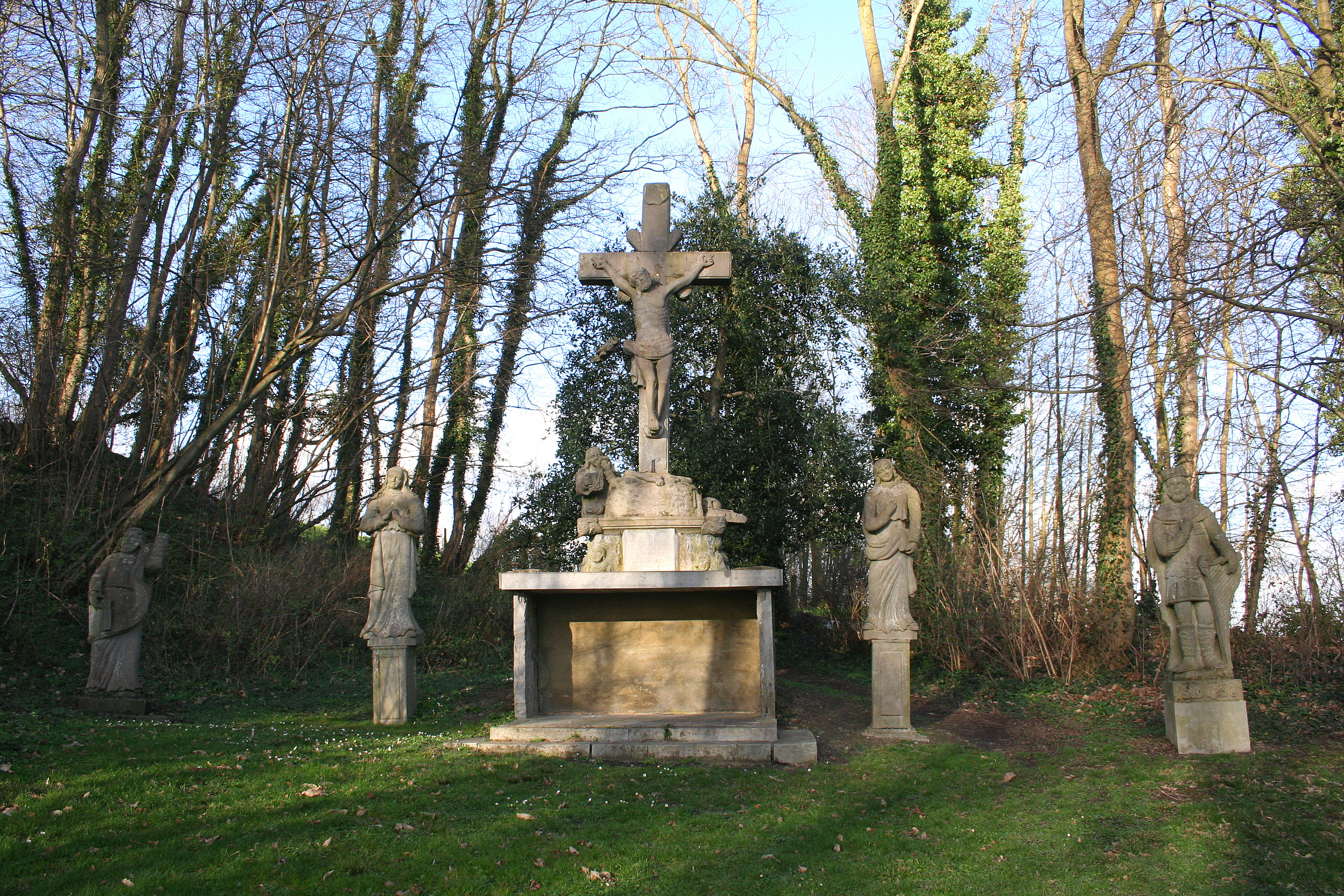
Le calvaire.

À côté de plusieurs bâtiments de belle architecture, comme le presbytère (1723), la ferme de Billebacq (XVIIIe s.) et celle de la place (XIXe s.), il faut relever le calvaire. Établi à flanc du mont au début du XIXe s., cet ensemble de sculptures en pierre bleue est signé J.J Bottemanne, Soignies, 1775. Ce maître de carrière sonégien est également l’auteur des calvaires érigés à Lens et à Vlamertinge. Placée à l’origine dans la niche sous le Christ, la Mise au Tombeau (1400) est actuellement conservée au Musée d’Histoire et de Folklore d’Ath. Une mise au tombeau 'moderne' a pris sa place et est depuis devenu un lieu de pèlerinage.

## Liste des bourgmestres de 1830 à 1977
- Adhémar Foucart, de 1914 à 1926 et de 1930 à 1938, (Parti Catholique).

## Enseignement

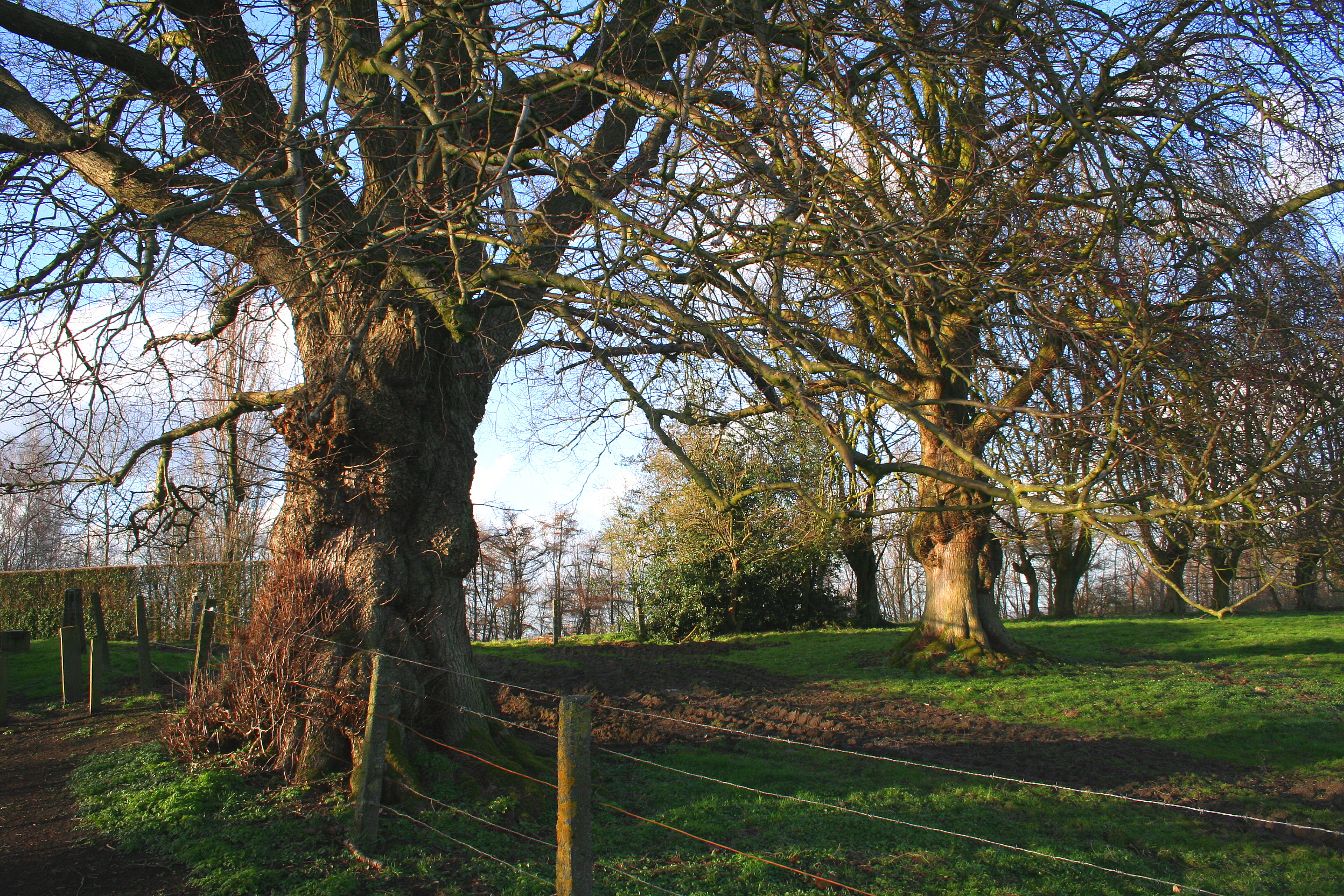
Les tilleuls remarquables du Mont de Mainvault.